# Rockford (Illinois)
Rockford es una ciudad de los Estados Unidos de América, situada al norte del estado de Illinois y a ambas orillas del río Rock, afluente del Misisipi. Capital del condado de Winnebago, es conocida como «La Ciudad del bosque» (The Forest City).
Su población estimada es de 152 871 habitantes (2010), lo que la convierte en la tercera ciudad más poblada del estado de Illinois tras Chicago y Aurora. Según las cifras oficiales del Censo de 2000, era 155.115 habitantes en la ciudad y 339.178 en su área metropolitana.

## Personalidades célebres
- Emily Bear (2001) compositora, pianista
- Kayla Ferrel (1991) , modelo profesional y concursante de  reality show.
- Aidan Quinn (1959), actor.
- Piper Gilles (1992-), patinadora artística sobre hielo.
- Fred VanVleet (1994), jugador de los Toronto Raptors de la NBA.
- Jay Bauman (1980), actor, escritor y director del popular canal de YouTube RedLetterMedia.